# Oratorio di San Giacomo della Marina
L’oratorio di San Giacomo della Marina è un edificio religioso cattolico del centro storico di Genova, situato sulle mura delle Grazie, nel quartiere del Molo. Edificato nel Quattrocento e ricostruito nel Seicento è sede della "Confraternita di San Giacomo della Marina". Sorge a poca distanza dal santuario di N.S. delle Grazie, sulle mura cittadine, in quel tratto lambite dal mare fino alla fine dell'Ottocento; per tutto il medioevo ha costituito una tappa importante per i pellegrini in cammino verso Santiago di Compostela.

## Storia
Un primo oratorio, secondo un'iscrizione marmorea oggi scomparsa che si trovava presso l'ingresso, citata dall'Alizeri e da altri storici ottocenteschi, fu edificato nel 1403. Un'altra lapide, tuttora presente, attesta la costruzione di un muro a spese dei confratelli nel 1450.
Dell'originario edificio in stile romanico non rimane più traccia visibile, essendo stato completamente riedificato in stile barocco nella prima metà del Seicento, al culmine della potenza e del prestigio della casaccia che vi aveva sede, ed in particolare della Confraternita di San Giacomo della Marina, la principale tra quelle che ne facevano parte. Nel corso del XVII secolo, a sottolineare il prestigio della casaccia, vi furono collocati dodici grandi quadri dei migliori artisti liguri dell'epoca, per i quali fu definito dall'Alizeri "quasi un museo de' migliori che onorassero in Genova il secolo XVII".

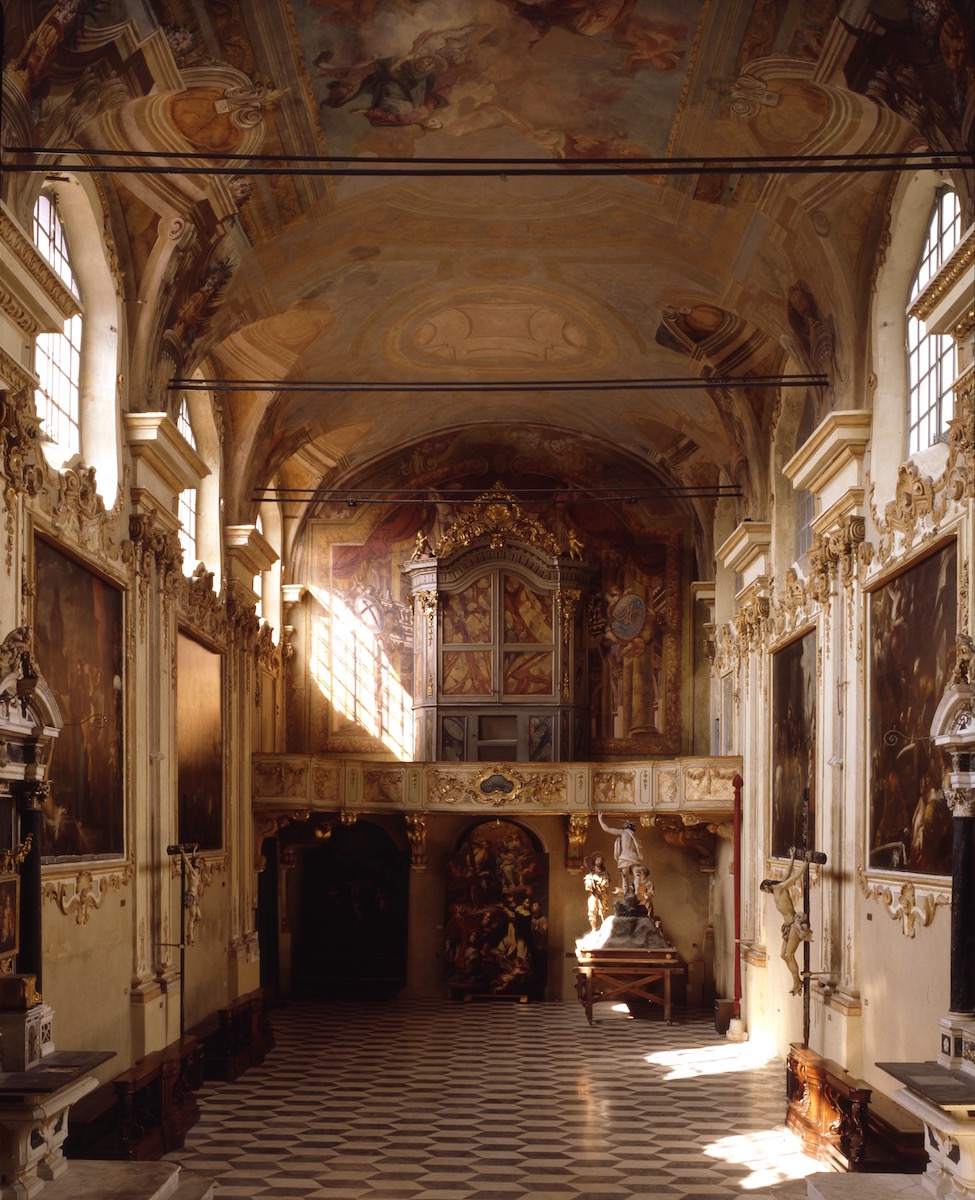
Navata

Verso la fine del Settecento assunse l'aspetto attuale con il completamento della decorazione della volta e delle pareti.
Accanto a quella di San Giacomo nell'oratorio avevano sede altre confraternite, che si dividevano gli spazi e la gestione dell'edificio, oltre che la partecipazione alle processioni secondo regole ben definite, ma questo non impedì nel corso dei secoli il sorgere di attriti tra le varie componenti della casaccia.
L'oratorio fu chiuso e la confraternita sciolta all'inizio dell'Ottocento per le leggi di soppressione napoleoniche, che avevano decretato la chiusura di conventi e oratori. Terminata nel 1814 la parentesi napoleonica, la confraternita venne ricostituita, ma ormai i tempi erano cambiati e non riacquistò più il prestigio di un tempo; iniziò così un periodo di declino che si protrasse per tutto il secolo ed anche oltre; solo la fiera opposizione dei confratelli impedì nel 1905 la vendita dell'edificio, nonostante le difficoltà finanziarie, che costrinsero comunque ad alienare parte degli arredi e delle opere d'arte.

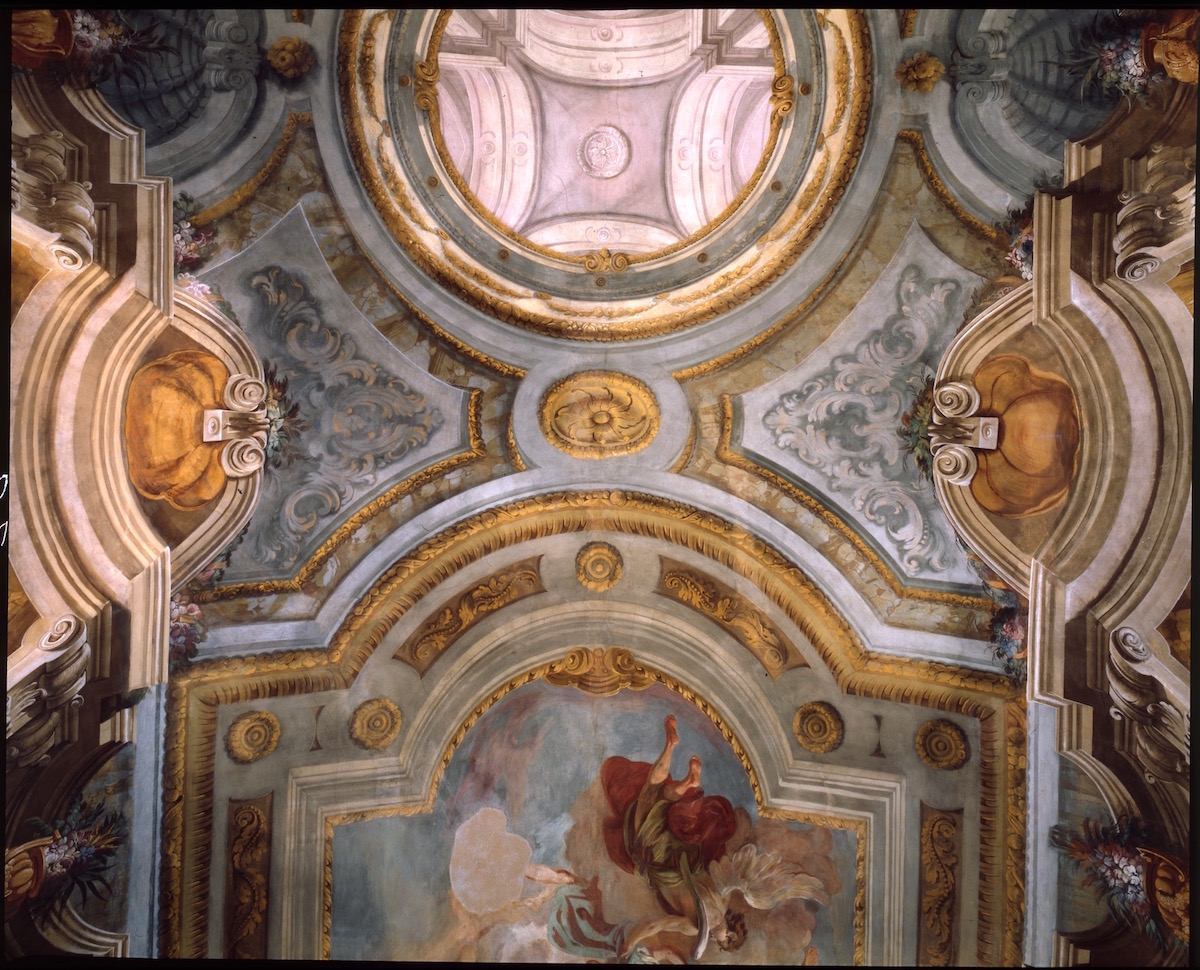
Volta

L'edificio fu inoltre gravemente danneggiato durante l'ultimo conflitto, e si sarebbe avviato verso la definitiva decadenza se la confraternita non avesse avviato a partire dal 1987 onerosi lavori di restauro, che ebbero un impulso decisivo tra il 1990 e il 1992. I lavori coinvolsero tutte le parti dell'edificio. Vennero sottoposte a restauro anche le preziose tele, salvatesi quasi miracolosamente dal bombardamento ma che necessitavano comunque di un intervento conservativo.
È possibile effettuare visite guidate su prenotazione per gruppi ed associazioni.

## Descrizione

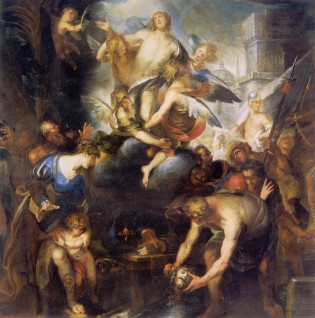
Domenico Piola, Martirio e gloria di San Giacomo

L'oratorio, posto sulle mura delle Grazie, si affaccia su corso Maurizio Quadrio e sulla sopraelevata con la facciata laterale, unico prospetto visibile, in cui si aprono l'ingresso e cinque finestroni settecenteschi di forme barocche, che danno luce all'interno.
L'interno è costituito da un'unica navata, tipica di tutti gli oratori, con le pareti caratterizzate dalla successione di lesene abbinate alternate a riquadri decorati da stucchi che racchiudono ed impreziosiscono i quadri. L'oratorio deve il suo interesse artistico al decoro e all'arredo, ma soprattutto alla quadreria. È costituita da undici grandi tele raffiguranti episodi della vita di san Giacomo o delle leggende legate alla sua iconografia. Esse vennero commissionate da alcuni confratelli ai pittori più insigni operanti a Genova nel Seicento. Miracolosamente sopravvissute alle vicissitudini della seconda guerra mondiale, sono state infine riscoperte con i restauri del 1991.
- Giovanni Lorenzo Bertolotto, Ritrovamento delle spoglie di San Giacomo da parte del vescovo Teodomiro (1720)
- Giovanni Domenico Cappellino, Predicazione di San Giacomo (1647)
- G.B. Carlone, San Giacomo apre le porte di Coimbra a re Ferdinando (1632) e San Giacomo, andando al martirio, risana un paralitico (1646)
- Valerio Castello, San Giacomo e San Giovanni battezzati da San Pietro (1646) e Vocazione di San Giacomo (1647)
- Giovanni Benedetto Castiglione, detto "il Grechetto", San Giacomo sconfigge i Mori (1646)
- Orazio De Ferrari, La Vergine del Pilar appare a San Giacomo e San Giacomo consacra San Pietro Martire, vescovo di Braga (entrambe datate 1647)
- Aurelio Lomi,  I figli di Zebedeo presentati a Gesù (1595)
- Domenico Piola, Martirio e gloria di San Giacomo (1647)

Sull'arcone sopra il presbiterio un affresco di Paolo Gerolamo Piola raffigura la Fede e la Speranza, mentre il catino absidale con tre puttini danzanti è di Nicolò Malatto. La decorazione della parete di fondo con affresco prospettico è di Carlo Baratta.
La cassa dell'organo, costruita nel 1792 da Antonio Corsi, è sormontata da una ricca cimasa dorata a motivi di ghirlanda, mentre gli sportelli sono a "trompe-l'œil" per mimetizzarsi con la decorazione del fondale. La cassa è vuota, in quanto la parte fonica è stata saccheggiata nel periodo bellico.
L'arredo scultoreo originario è stato in gran parte alienato per le difficoltà finanziarie dell'Ottocento. La grande cassa processionale, proveniente dal soppresso oratorio dei Santi Giacomo e Leonardo di Pré ed acquistato nel 1925, è opera del marsigliese Honoré Pellé (1677) e raffigura Cristo risorto che appare a san Giacomo e a san Leonardo suo discepolo. Il gruppo è racchiuso da una ricca balaustra intagliata e dorata. L'originale cassa processionale della confraternita, scolpita da Domenico Parodi sul finire del Seicento, fu alienata dopo le soppressioni e attualmente è custodita nella chiesa di S. Giacomo di Cornigliano, insieme ad un crocifisso processionale moro seicentesco, forse anch'esso proveniente da questo oratorio.
Su un piedistallo ottagonale di legno è collocata una statua di san Giacomo in veste di pellegrino, di scuola spagnola del XVII secolo, acquistata recentemente dalla confraternita. Tre sono gli storici crocifissi della confraternita. Sulla parete di sinistra è collocato "il bianco", attribuito alla bottega del Maragliano (1730 circa). Di fronte ad esso si trova "il moro", in legno di giuggiolo naturale, opera di Domenico Bissone (1650 circa), come il terzo, più piccolo, collocato vicino all'altare. Un quarto crocifisso processionale, opera del Maragliano e soprannominato "lo spinato" per via della spina che trapassa il sopracciglio di Gesù, è attualmente custodito nell'oratorio di S. Giuseppe di Albisola Marina (SV).
Il Banco del priore, così chiamato in quanto originariamente fungeva, oltre che da scrittoio, anche da cattedra e da conservatoria di documenti e registri: è in legno di noce lavorato sui quattro fianchi (XVIII secolo). Attualmente è adibito ad altare, ed è quindi collocato al centro del presbiterio.
Gli Stalli in noce, appoggiati alle pareti, realizzati sul finire del XVIII secolo, erano la sede simbolica di alcune congregazioni e compagnie che nel corso degli anni si aggregarono alla Confraternita di San Giacomo accettandone le regole pur conservando la propria autonomia. L'insieme di tutte le confraternite, congregazioni o compagnie che avevano sede in un unico oratorio, costituivano la cosiddetta "Casaccia".

### Altari laterali
Su quello di sinistra una tela di Giovanni Domenico Cappellino, raffigurante L'Immacolata tra i santi Giacomo e Francesco. Su quello di destra una riproduzione ottocentesca di una tavola di autore ignoto del XVIII secolo.

### Nartece
Vi sono esposte due tele provenienti dal distrutto oratorio di N. S. del Suffragio in salita del Prione. Una, di Francesco Sasso rappresenta la SS. Trinità fra i santi (1750 circa), l'altra di Giuseppe Palmieri, Cristo agonizzante sulla croce (1700 circa). Oltre a questi, sono presenti altri quattro dipinti: Martirio di santa Tecla di Giovanni Isola (1840), L'educazione della Vergine di Giulio Queirolo (1890 circa) e di soggetto analogo un'altra tela di autore ignoto del XVII secolo; l'ultima opera in ordine cronologico è una rappresentazione simbolica della crocifissione, opera del pittore contemporaneo Gigi degli Abbati (1992).